# تان لونغ
تان لونغ (بالصينية: 谭龙) (1 أبريل 1988 في الصين - ) هو لاعب كرة قدم صيني في مركز الهجوم. شارك مع منتخب الصين تحت 23 سنة لكرة القدم ومنتخب الصين لكرة القدم. أما مع النوادي، فقد لعب مع أورلاندو سيتي ودي.سي. يونايتد وفانكوفر وايتكابس وتامبا باي راوديز ‏ وفينيكس راسينغ وريتشموند كيكرز ونادي شانغهاي بودونغ لكرة القدم وشاوكسينج كيكياو يوجيا وVancouver Whitecaps FC U-23 ‏ وAtlanta Blackhawks ‏.

## وصلات خارجية
- تان لونغ على موقع الدوري الأمريكي (الإنجليزية)
- تان لونغ على موقع قاعدة بيانات كرة القدم.إي يو (الإنجليزية)
- تان لونغ على موقع ناشيونال فوتبول تيمز (الإنجليزية)
- تان لونغ على موقع Soccerway.com (الإنجليزية)
- تان لونغ على موقع عالم كرة القدم.نت (الإنجليزية)